# Petr Zimmermann
Petr Zimmermann (* 27. října 1964 Sušice) je český politik a lékař, v letech 2000 až 2008 hejtman Plzeňského kraje.

## Vzdělání a lékařská praxe
Vystudoval Mikulášské gymnázium a lékařskou fakultu Univerzity Karlovy. Pracoval v nemocnicích ve Stodu a v Plzni. Má atestaci v oboru interního lékařství a kardiologii.

## Politická kariéra
Do ODS vstoupil v roce 1991. V letech 1994–2002 byl členem zastupitelstva města Plzeň. V letech 1995–2007 byl předseda místní organizace ODS Plzeň-Slovany. V roce 1997 byl členem zdravotní komise výkonné rady ODS. V letech 1998–2000 byl členem Rady města Plzně. V roce 2000 se stal hejtmanem Plzeňského kraje, svůj post obhájil i v krajských volbách 2004. Roku 2008 se rozhodl svoji funkci neobhajovat a vrátil se ke svému civilnímu povolání. K říjnu 2012 byl uváděn jako poradce premiéra Petra Nečase pro zdravotnictví.